# Hakan Erdem
Hakan Erdem (* 19. März 1995 in Bielefeld) ist ein deutscher Futsal- und Fußballspieler türkischer Abstammung.

## Werdegang
Haken Erdem spielt seit 2014 Futsal, nachdem er vom späteren Futsalnationalspieler Muhammet Sözer angesprochen wurde. Erdem spielt auf der Position des Pivot und tritt für den MCH Futsal Club Sennestadt an. Dieser war gerade in die erstklassige WFLV-Futsal-Liga (seit 2016: Futsalliga West) aufgestiegen. Mit den Sennestädtern wurde er 2016 Vizemeister und ein Jahr später Meister der Liga. Beide Male qualifizierte sich der MCH für die deutsche Meisterschaft, wo er mit seiner Mannschaft 2016 das Halbfinale und ein Jahr später das Viertelfinale erreichte. 2020 wechselte Erdem zu den Futsal Cowboys Gütersloh. Wegen der COVID-19-Pandemie fiel die Saison aus und er kehrte ein Jahr später nach Sennestadt zurück, um dort in der neu geschaffenen Futsal-Bundesliga zu spielen.
Im Fußball spielte der Mittelfeldspieler Erdem für den Bielefelder Verein VfL Theesen und spielte in der Saison 2013/14 in der erstklassigen A-Junioren-Bundesliga. Als abgeschlagener Tabellenletzter mussten die Theesener prompt wieder absteigen. Erdem rückte daraufhin in die erste Herrenmannschaft des VfL auf, die in der Westfalenliga antrat. Nach dem Abstieg der Theesener am Ende der Saison 2016/17 wechselte er zum Landesligisten Spvg Steinhagen. Nachdem Erdem mit Steinhagen aus der Landesliga abgestiegen war, schloss er sich im Sommer 2018 dem Bezirksligisten Schwarz-Weiß Sende an. Im Herbst 2019 beendete Erdem seine Fußballkarriere um sich ganz auf den Futsal zu konzentrieren. Doch bereits in der Saison 2021/22 gab er sein Comeback bei Schwarz-Weiß Sende. In der Saison 2023/24 spielte er zunächst für den Bezirksligisten SV Avenwedde, bevor er während der Saison zum Ligarivalen VfB Fichte Bielefeld wechselte. Mit dem VfB Fichte stieg er 2024 aus der Bezirksliga ab.